# Tricholoma ustaloides
Tricholoma ustaloides là một loài nấm thuộc chi Tricholoma lớn. Nấm phân bố rộng rãi ở châu Âu, thường sinh trưởng trên cây sồi và cây cử. Mặc dù được xem là nấm không ăn được, nhưng một số cộng đồng dân cư ở México thường ăn loại nấm này.

## Mô tả
Mũ nấm có màu nâu đỏ hoặc nâu hạt dẻ có mép nhạt màu, rất kết dính khi ẩm và có đường kính từ 4 đến 8 cm (1,6 đến 3,1 in). Hình dạng tổng thể của mũ giống chiếc chuông khi còn non, sau đó dạt phẳng đến hình dạng lồi không đều khi trưởng thành, và thường phát triển thành dạng thùy. Mép mũ thường được uốn vào trong. Phiến nấm xếp đông đúc với nhau, hợp sinh hoặc phân khía hợp nhất vào cuốn, và khi nấm già hoặc thâm đi sẽ có màu trắng hoặc màu vàng thổ hoàng nhạt với vết nâu sẫm. Cuốn dài 4 đến 10 cm (1,6 đến 3,9 in) và dày 1 đến 2 cm (0,4 đến 0,8 in), dạng mọc thẳng thô ráp (hình thoi), với các sợi rễ tóc nâu đỏ và một vùng định hình nhọn hoặc màu trắng ở đỉnh thân, đặc biệt trong các mẫu vật trưởng thành. Phần thịt nấm có màu trắng hoặc kem, phần bột có mùi nồng, với vị đắng.
Bào tử có hình dạng hình cầu gồ ghề hoặc hình elip, trong suốt, trơn, không dạng bột và có kích thước 5.5—7.0 x 4.5—5.5 µm. Đảm nấm có 4 bào tử và nang không tồn tại.

## Môi trường sống và phân bố
Loài nấm rễ cộng sinh này thường mọc theo nhóm nhỏ, thường sinh sống gần cây thuộc chi sồi và cử.
Mặc dù tương đối hiếm, nấm phân bố rộng rãi ở châu Âu, bị hạn chế do cây chủ ưa thích ít xuất hiện. Lần xuất hiện đầu tiên được ghi nhận ở México vào năm 1984.

## Tính ăn được
Mặc dù nhiều nguồn tài liệu ghi nhận không thể ăn được, Tricholoma ustaloides vẫn được cộng đồng dân cư gần Thành phố México là Ajusco và Topilejo tiêu thụ như thực phẩm.